# 7 Armia Pancerna (ZSRR)
7 Armia Pancerna odznaczona Orderem Czerwonego Sztandaru (ros. 7-я танковая краснознаменная армия) – związek operacyjny Armii Radzieckiej.
W 1957 7 Armia Zmechanizowana została przemianowana na 7 Armię Pancerną. Po rozpadzie ZSRR 7 Armia Pancerna weszła w skład Sił Zbrojnych Republiki Białorusi i została przeformowana w 65 Korpus Armijny.

## Struktura organizacyjna
Wojenny
- 3 Gwardyjska Dywizja Pancerna;
- 34 Dywizja Czołgów Ciężkich;
- 39 Gwardyjska Dywizja Pancerna;
- 47 Gwardyjska Dywizja Pancerna;

Pod koniec lat 80. w skład Armii wchodziły
- 3 Gwardyjska Dywizja Pancerna[a]
- 34 Dywizja Pancerna[b]
- 37 Gwardyjska Dywizja Pancerna[b]
- 43 Brygada Rakiet Operacyjno-Taktycznych;
- 76 Brygada Rakiet Operacyjno-Taktycznych;
- 29 Brygada Rakiet Przeciwlotniczych;
- 231 Brygada Artylerii
- 110 Brygada Zaopatrzenia
- 1152 pułk artylerii rakietowej
- 40 pułk łączności
- 279 eskadra BSR
- 60 pułk łączności;
- 7 batalion pontonowo-mostowy.